# Insensíveis
Insensíveis (em francês:  Insensibles ou em inglês:  Painless) é um filme franco-espanhol-português escrito e realizado por Juan Carlos Medina.
Foi lançado nos cinemas franceses a 10 de outubro de 2012 e nos cinemas espanhóis a 14 de junho de 2013. O filme foi exibido nos cinemas portugueses a 19 de setembro de 2013.

## Elenco
- Àlex Brendemühl como David
- Tómas Lemarquis como Berkano
- Ilias Stothart como Benigno (criança)
- Mot Stothart como Benigno (adolescente)
- Derek de Lint como Dr. Holzmann
- Ramon Fontserè como Dr. Carcedo
- Sílvia Bel como Judith
- Bea Segura como Magdalena
- Juan Diego como Adán Martel (adulto)
- Félix Gómez como Adán Martel (criança)
- Irene Montalà como Anaïs
- Àngels Poch como Clara Martel
- Ariadna Cabrol como María
- Bruna Montoto como Inés (criança)
- Liah O'Prey como Inés (adolescente)